# Basiphyllaea hoffmannii
Basiphyllaea hoffmannii är en orkidéart som beskrevs av Marta Aleida Díaz Dumas och Llamacho. Basiphyllaea hoffmannii ingår i släktet Basiphyllaea och familjen orkidéer.
Artens utbredningsområde är Kuba. Inga underarter finns listade i Catalogue of Life.